# 見部
見部（）は、漢字を部首により分類したグループの一つ。
康熙字典214部首では147番目に置かれる（7画の最初、酉集の最初）。

## 概要
「見」字は視覚によって外界の情報を得ることを意味する。
日本語の「みる」であるが、見ることを意味する字には他に「視」「看」「観」「望」などたくさんあり、「見」は見えているという見る行為の結果に着目している。ちなみに「視」は見るという動作自体を意味し、「観」は目的をもって見ること、「望」は遠くから見ること、「看」は注意深くじっと見ることを意味する。このうち「視」が一般的に見ることを意味する字であるが、魏晋以後になると、「看」にも一般的な意味が生じ、やがて「看」が「視」に取って代わって現代に至っている。その他「見」には名詞として見解・見識といった意味があり、また助動詞として動詞の前で使われ、受動の文法的意味を表す。また「現」に通じ、謁見する・拝見する（「会」の謙譲語）、現れるといった意味を表す。
古文字は跪いた人の上に一つの大きな目がある形であり、全体で人が目を開けてものを見ている状態を強調していると思われる。
偏旁の意符としては見ることに関することを示す。「見」は主に右側の旁や下側の脚の位置に置かれる。
見部はこのような意符を構成要素に持つ漢字を収める。また、簡体字では「见」の形が用いられる。

## 部首の通称
- 日本：みる
- 中国：見字旁・見字底
- 韓国：볼견부（bol gyeon bu、見る見部）
- 英米：Radical see

## 部首字
見
- 中古音
  - 広韻 - 1.古電切、霰韻、去声（見るの意） 2.胡甸切、霰韻、去声（謁見・出現の意）
  - 詩韻 - 1.霰韻、去声 2.霰韻、去声
  - 三十六字母 - 1.見母 2.匣母
- 現代音
  - 普通話 - ピンイン：1.jiàn 2.jiàn（旧xiàn） 注音：1.ㄐㄧㄢˋ 2.ㄐㄧㄢˋ(旧ㄒㄧㄢˋ) ウェード式：1.chien4 2.chien4（旧hsien4）
  - 広東語 - Jyutping:1.gin3 2.jin6 イェール式:1.gin3 2.yin6
- 日本語 - 音：1.ケン（漢音・呉音） 訓：みる 2.ケン（漢音）・ゲン（呉音） 訓：まみえる・あらわれる
- 朝鮮語 - 1.音：견(gyeon) 訓：볼（bol、見る）・의견(uigyeon、意見) 2.音：현(hyeon) 訓：뵈올（boeol、まみえる）

## 例字
- 見
  - 4:規・覓、5:視（視4）・覗、7:覡、9:親・覩・覦、10:覬・覯、11:覲、13:覺（覚5）、14:覽（覧10）、15:覿、18:觀（観11）・𧢨、19:𧢬・䚕、24:䚖、30:𧢰、37:𧢱